# Сурин, Владимир Николаевич
Владимир Николаевич Сурин (1906—1992) — советский организатор кинопроизводства, заместитель министра культуры СССР (1955—1959), генеральный директор киностудии «Мосфильм» (1959—1970). Заслуженный работник культуры РСФСР (1965).

## Биография
Родился в 1906 году. Начинал монтёром и токарем. В 1931—1935 годах учился в Музыкальном техникуме в Ростове-на-Дону. В 1937—1938 годах — артист Государственного симфонического оркестра СССР. 
С февраля 1938 года работал заместителем начальника Главного управления музыкальных учреждений Всесоюзного комитета по делам искусств.
С ноября 1939 — начальник Главного управления музыкальных учреждений  Комитета по делам искусств. С 1940 года — член Комитета по делам искусств при СНК СССР.
В 1947—1948 годах — председатель суда чести Комитета по делам искусств при Совете министров СССР.
С сентября 1946 по 9 апреля 1948 года — заместитель председателя Комитета по делам искусств при Совете министров СССР.
С 1953 по 1954 год — заместитель начальника Главного управления кинематографии Министерства культуры СССР.
С 1954 по 1955 год — генеральный директор киностудии «Венфильм» в Австрии Главсовзагранимущества Министерства внешней торговли СССР.
С 1955 года — заместитель министра культуры по кинематографии и член коллегии Министерства культуры СССР.
В 1958—1959 годах — председатель комиссии по отбору кинофильмов социалистических стран для показа в киносети СССР.
С 1959 по 1970 год — генеральный директор киностудии «Мосфильм».
В 1966 году награждён орденом Трудового Красного Знамени.
Умер в 1992 году в Москве, похоронен на Востряковском кладбище.

## Членство в организациях
С 1943 года — член Союза советских композиторов.
С 1957 года — член оргбюро Союза работников кинематографии.

## Семья
- Сын — Александр Сурин (1939—2015) — кинорежиссёр, сценарист, актёр.
- Первая жена сына — Майя Булгакова — актриса
- Вторая жена сына — Галина Польских — актриса.
- Внучка — Мария Сурина (род. 1968), окончила Университет дружбы народов имени Патриса Лумумбы, занимается бизнесом, замужем за ливанцем. В детстве снялась в трёх фильмах: «Осенний подарок фей» (1984), «Змеелов» (1985) и «Выше Радуги» (1986).
- Правнук — Филипп Шеббо (Филипп Мохамад Шеббо Монзер; (род. 4.2.1992), сын гражданина Ливана, учился в Бейруте и в Лондоне.
- Третья жена сына — Алла Криницына — кинорежиссёр и сценарист.